# Mitzvá
Em seu significado primário, a palavra hebraica mitsvá (/ˈmɪtsvə/; em hebraico:  מִצְוָה, mīṣvā [mit͡sˈva], plural מִצְווֹת mīṣvōt [mit͡sˈvot]; "mandamento") refere-se a um mandamento de Deus a ser cumprido como um dever religioso. A lei judaica (halacá) consiste em grande parte na discussão destes mandamentos. Segundo a tradição religiosa, existem 613 mandamentos desse tipo.
Em seu significado secundário, a palavra mitsvá refere-se a uma ação realizada para cumprir tal mandamento. Como tal, o termo mitsvá também passou a expressar um ato individual de bondade humana em conformidade com a lei. A expressão inclui um sentimento sincero que vai além do mero dever legal, como "amarás o teu próximo como a ti mesmo" (Levítico 19:18).
Para algumas mitsvás, o propósito é especificado na Torá; porém, as opiniões dos rabinos talmúdicos estão divididas entre aqueles que buscam o propósito das mitsvás e aqueles que não as questionam. Os primeiros acreditam que se as pessoas entendessem o motivo e o propósito de cada mitsvá, isso as ajudaria a observar e cumprir a mitsvá. Estes últimos argumentam que se o propósito de cada mitsvá pudesse ser determinado, as pessoas poderiam tentar alcançar o que consideram ser o propósito da mitsvá, enquanto rejeitam a própria mitsvá.

## Bíblia hebraica
O substantivo feminino mitsvá (מִצְוָה) ocorre mais de 180 vezes no texto massorético da Bíblia hebraica. O primeiro uso está em Gênesis 26:5, onde Deus diz que Abraão "obedeceu à minha voz e guardou o meu mandamento, os meus mandamentos (מִצְוֹתַי mitzvotai), os meus estatutos e as minhas leis". Na Septuaginta a palavra é geralmente traduzida com entolē (ἐντολή). Nas inscrições fúnebres do período do Segundo Templo, o epíteto phil-entolos, "amante dos mandamentos", às vezes era inscrito em tumbas judaicas. Outras palavras também são usadas em hebraico para mandamentos e estatutos; os Dez Mandamentos (עשרת הדיברות), por exemplo, são as "Dez Palavras".